# Hejnał Stargardu

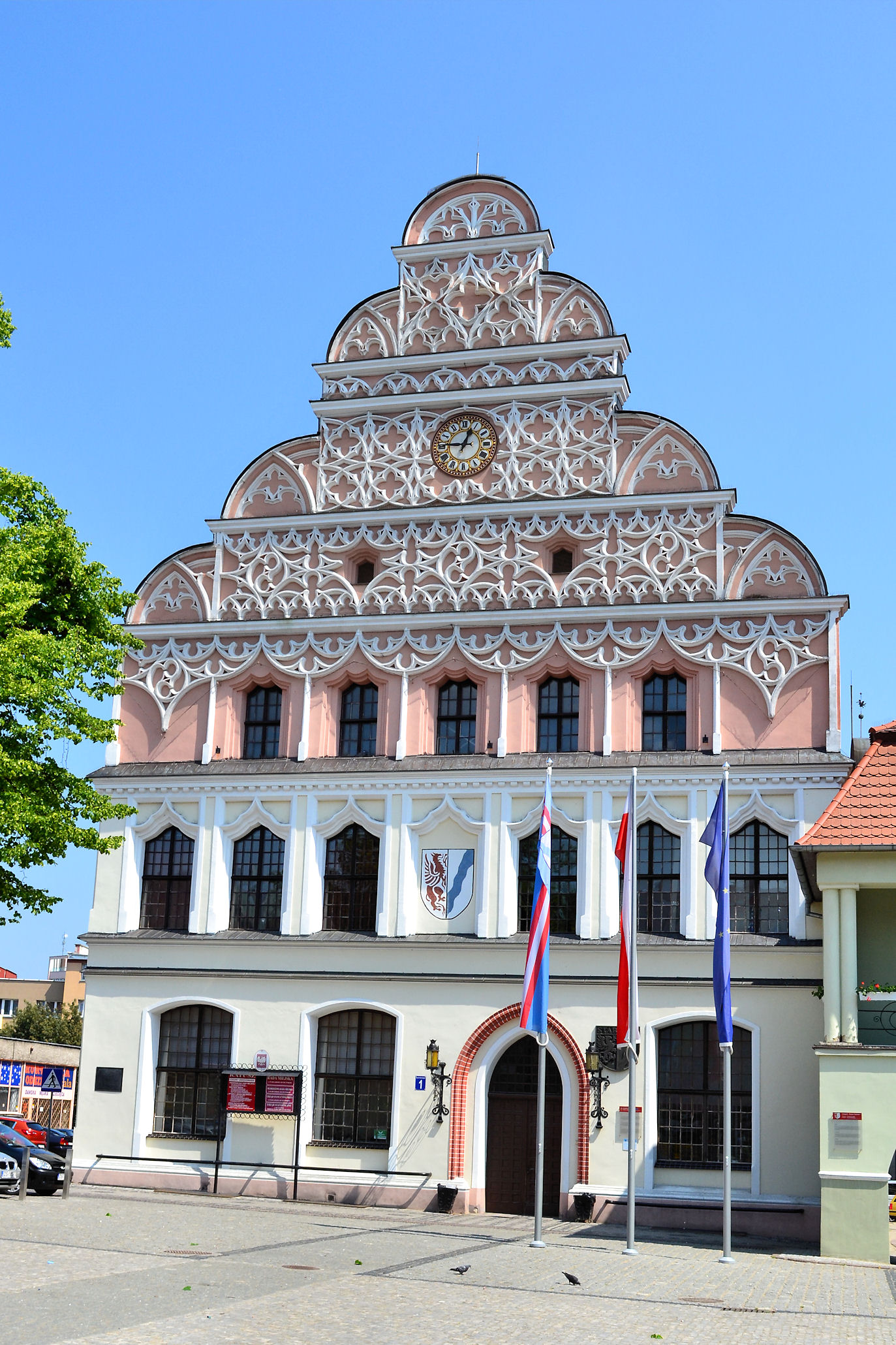
Ratusz Staromiejski w Stargardzie, z którego odtwarzany jest hejnał miasta

Hejnał Stargardu  został ustanowiony w 2000 roku, skomponowany na trąbkę przez Waldemara Cieślaka, studenta Akademii Muzycznej ze Szczecina. Jest on codziennie o godzinie 12:00 odtwarzany z fasady frontowej ratusza. Jest on jednym z symboli miasta. Trwa 0:42 minuty. Hejnał jest elementem, który współtworzy nowy wizerunek Stargardu.